# Kaukasische Wieseneidechse
Die Kaukasische Wieseneidechse  (Darevskia praticola) ist eine Eidechsenart, die im Kaukasus, Dagestan, Georgien, dem nördlichen Armenien, dem nördlichen und südöstlichen Aserbaidschan und dem nordwestlichen Iran vorkommt. In Europa besiedelt sie den Nordosten Serbiens, den Süden Rumäniens, das östliche Bulgarien, das nordöstliche Griechenland, den europäischen Teil der Türkei und die südrussische Region Krasnodar.

## Merkmale
Die Kaukasische Wieseneidechse erreicht eine Länge von 14 bis 16 cm. Fünf bis sechs Zentimeter davon sind die reine Körperlänge, der Schwanz ist noch mal 1,5- bis 2-mal so lang. Sie ist auf der Rückenseite bräunlich gefärbt und mit einem breiten, hellbraunen bis rotbraunen Mittelband gemustert, das an den Rändern von schwarzen Flecken gesäumt wird. Entlang der Flanken erstrecken sich dunkelbraune, unten hell gesäumte Bänder. Der Bauch ist weißlich, gelb oder grünlich und ungefleckt. Ihre Beine sind kurz. Die Rückenschuppen sind groß und gekielt und werden zur Seite hin kleiner und schmaler. Die Schuppen des Halsband sind gezähnt.

## Lebensweise
Die Kaukasische Wieseneidechse kommt im Flachland, bis in Höhen von 800 Metern vor. Sie lebt in feuchten und schattigen Laubwäldern und verkrauteten, feuchten Wiesen. Dabei bewohnt sie vor allem den Erdboden, kann jedoch auch gut klettern und ist tagaktiv. Im Frühjahr legt das Weibchen drei bis sechs Eier.

## Unterarten
- Darevskia praticola hungarica (Sobolewsky, 1930)
- Darevskia praticola hyrcanica Tuniyev Doronin, Kidov & Tuniyev, 2011
- Darevskia praticola loriensis Tuniyev, Doronin, Tuniyev, Aghasyan, Kidov & Aghasyan, 2013
- Darevskia praticola praticola (Eversmann, 1834)

Die ehemalige Unterart Darevskia praticola pontica (Lantz & Cyrén, 1919) wird als eigene Art eingestuft.